# Травневі заворушення 1968 року

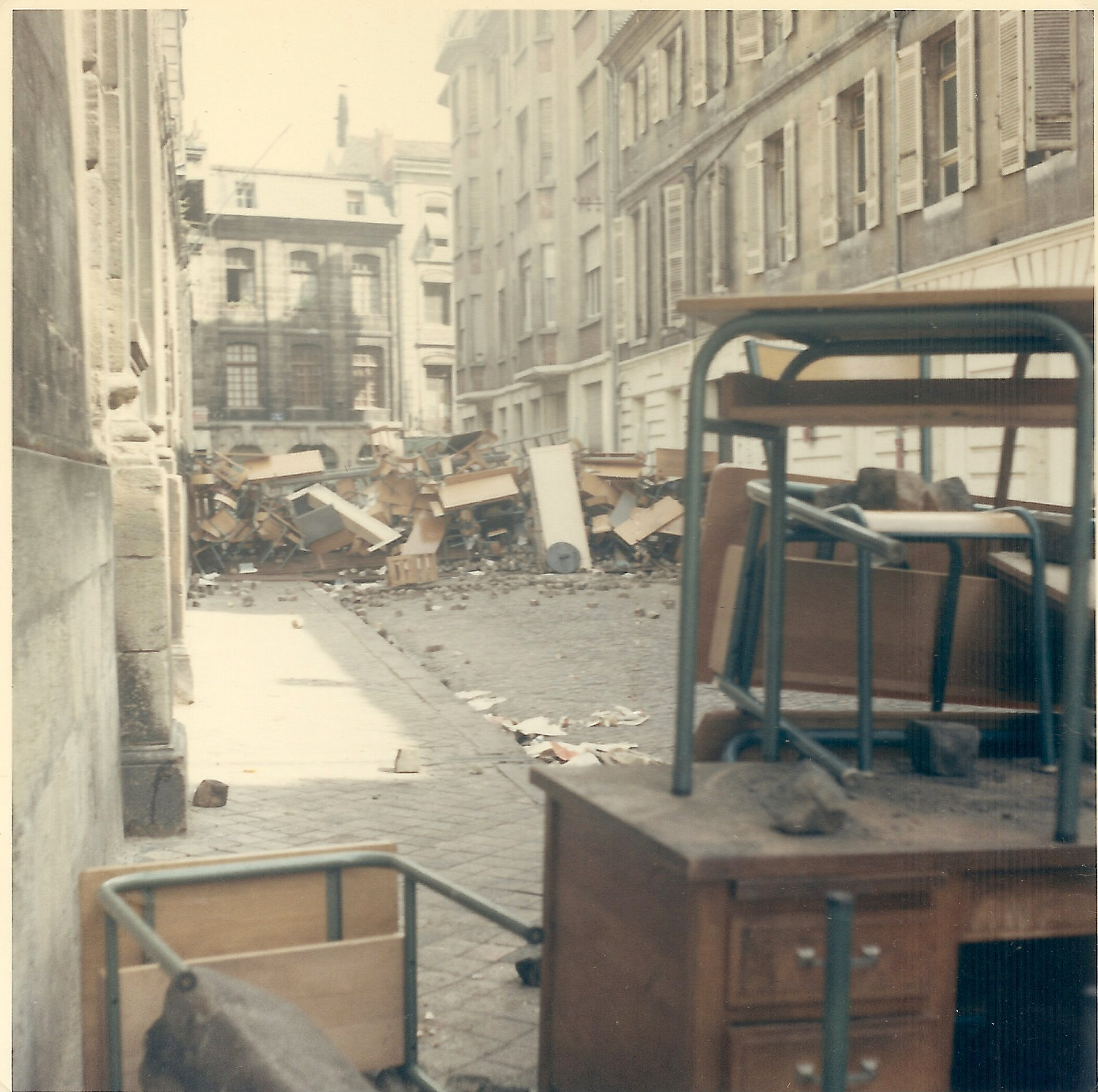
Барикади в Бордо, травень 1968

Протести, що почалися у травні 1968 року і охопили всю Францію, тривали сім тижнів у вигляді демонстрацій, загальних страйків, а також захоплення університетів та фабрик. Ці події стали відомі під назвою Травень 68 (фр. Mai 68). Протести були спрямовані за соціальні зміни в країні та проти влади президента Шарля де Голля. Протягом цього часу країна спостерігала найбільший страйк, який, розпочавшись із серії студентських протестів, призвів до майже повної зупинки економіки. Протягом двох тижнів у ньому взяли участь одинадцять мільйонів робітників. Це майже спричинило колапс уряду президента. Менше ніж через рік де Голль після референдуму щодо реорганізації парламенту вирішив подати у відставку.
Основні події відбувалися у Парижі, у інших містах мали місце акції підтримки. Відбувалися різноманітні демонстрації, страйки, також французи вдавалися до силових дій (спалювали автомобілі, трощили вітрини магазинів). Вони вимагали соціальних змін, протестували проти сучасного споживацького та технічного суспільства, та зайняли ліві позиції, протилежні до авторитаризму та західного капіталізму. Метою протесту було також послаблення режиму де Голля, часом навіть висувалися вимоги щодо його відставки.
Дехто вважав події шансом змінити «старе суспільство» та традиційну мораль, акцентуючи увагу на освітній системі та проблемі зайнятості.

## Ідеологічне підґрунтя
Учасники подій «Травня 1968» року сповідували різні, часом абсолютно протилежні ідеї : марксизму-ленінізму (крайній марксизм, коли передбачається повалення капіталістичного ладу і побудова комуністичного суспільства, опір на пролетаріат), маоїзму (відгалуження марксизму, побудований на основі марксизму-ленінізму, опір на селянство), анархізму (передбачає знищення державної влади), троцькізму (відгалуження марксизму, передбачає перманенту революцію (невпинна і безперервна революція до остаточної перемоги)), антиавторитаризму (зародився саме під час «Травня 68», виступ проти авторитаризму — зосередження влади в руках однієї чи кількох осіб), гедонізму (передбачає життя заради задоволення). Політолог Р. М. Ключник вважає травневі події у Франції проявом аксіологічної міжгенераційної кризи.
Через те, що протестуючі сповідували комуністичні, соціалістичні ідеї, використовувався червоний прапор, в СРСР ці події отримали відповідну назву, бо символом комуністичного ладу є саме червоний колір. У французькій та інших європейських мовах ці події найчастіше називають «Травень 68».

## Передумови «травня»

### Політична ситуація
Франція в 1960-і була парламентською республікою, особливістю якої були розширені повноваження президента. При владі були голлісти («Об'єднання на підтримку республіки» — їх партія, яка була створена 1958 року, складала основу парламенту). Фактично реальна влада з 1958 року була в руках президента Шарля де Голля (обраний 1958 року). Суспільство перебувало під його «батьківським» наглядом, засоби масової інформації — телебачення та радіо — під жорстким державним контролем. Молодь натомість хотіла свободи, не бажала жити «за правилами більшості», що і стало причиною її виступів.

### Економіка Франції у 1960-ті
Франція на той час була капіталістичною країною, в якій існувала ринкова економіка. Економіка стрімко розвивалася і зростала, відбулось перетворення в сучасну індустріальну державу. Завершилася модернізація сільського господарства: селянин став фермером і Франція стала найбільшим експортером сільськогосподарської продукції в Європі. Це був час апогею «Славетного тридцятиліття» (період 1946–1975 років). Внаслідок цього рівень життя у Франції став одним із найвищих в світі, в країні сформувалося споживацьке суспільство. Також це був період «бебі-буму», і як наслідок, станом на 1968 році у Франції 1/3 населення мала вік до 20 років. Існувала справжня молодіжна культура з притаманними лише їй ознаками: музикою, одягом, прагненням більшої свободи. Але були й негативні фактори. На початку 1968 року у Франції було 500 тисяч безробітних, серед них половина мали вік до 25 років. 2 мільйони робітників отримували зарплату в розмірі мінімального рівня гарантованої оплати праці (більшість з них — заводські робітники, жінки та емігранти). Внаслідок модернізації сільського господарства і розвитку виробництва відбувалася урбанізація. Продовжувала існувати застаріла система вищої освіти: 80% усіх студентів навчалося на гуманітарних факультетах і лише 20% — на технічних. Тільки п'ята частина студентів отримувала державну стипендію. Існувала соціальна нерівність між жінками і чоловіками (зарплата жінки становила приблизно 66% від зарплати чоловіка, главою родини юридично був батько, а до 1965 року одружені жінки прирівнювалась за правами до неповнолітніх).

### Чому ж виник «Травень 68»

Постер травня 1968: «Будь молодим і заткни пельку», з карикатурним силуетом Генерала де Голля

Патрік Ромпан дає три можливі підходи для пояснення «Травня 1968». По-перше: це період, коли розіграється три кризи: студентська, соціальна і політична. По-друге, з соціологічної точки зору, 1968 рік є епіцентром соціально-культурних змін, які тривали кілька років — з кінця алжирської війни до першої нафтової кризи (1962–1973 рр.). І третій підхід, політичний, «червоного забарвлення»: він збігається з періодом війни у В'єтнамі (1965–1975 рр.) та масовими протестами в багатьох країнах світу.
Ще з 1967 року було видно, що невдоволення серед студентів почало стрімко зростати, яких не влаштовувала жорстка дисципліна в студмістечках, вищість професорів, застарілість вищої школи . 75% студентів не складали випускних іспитів, щороку число безробітньої молоді зростало.  Бажання більшої свободи дій наростало... Покотилася хвиля студентських мітингів, серед яких мале місце і зібрання в пам'ять Че Гевари, також вони вдавалися й до інших форм протесту, наприклад, відмовилися здавати іспит з психології через так звану «потворну примітивність» курсу.
Приводом до початку протестів стало закриття університету Нантер 2 травня. Це сталося після того, як 30 квітня 1968 року 8 лідерів студентів були оголошені у розшук у зв'язку з інцидентом, що трапився раніше в університеті («підбурювання до насильства»). Цей інцидент був пов'язаний з неоанархістським «рухом 22 березня», коли студенти захопили адміністративний корпус Нантеру, вимагаючи звільнення 6 своїх товаришів, які 20 березня напали на французьке представництво «Американ Експрес», де висловили свій протест проти війни у В'єтнамі. Влада вирішила виявити «призвідників» і нагнали в Нантеру поліцейських агентів. Студенти сфотографували їх і влаштували спеціальну виставку фотографій. Поліція намагалась закрити виставку, але студенти вибили поліцейських з університетських приміщень — це і було розцінене як «підбурювання до насильства».

## Перебіг протестів

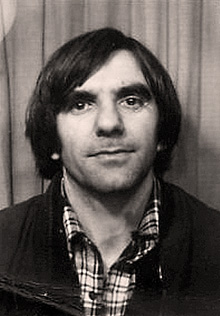
Руді Дучке

3 травня студенти-активісти Сорбонни, члени «Руху університетських дій» (група формально була створена 29 травня, але сформувалася вже під час «травня», до якої також входили представники бунтівних студентів Італії, ФРН, Бельгії, Західного Берліна і Іспанії, зокрема один із лідерів «травня», відомий серед молоді анархіст Даніель Кон-Бендіт, якого за неординарність і активність прозвали «Рудим Дені») вийшли на демонстрацію, яка й стала початком «Травня 68». У відповідь ректор Сорбонни скасував заняття в університеті і викликав поліцію. Згодом в Латинському кварталі відбулася бійка між студентами, які нічого не очікували, й поліцейськими, які застосували кийки і гранати зі сльозогінним газом, пакували демонстрантів у машини. Під вечір все стихло. Результатом було 596 затриманих, сотні поранених.
4 травня закрили Сорбонну. Також у цей і наступний день паризький суд зачитав вирок 13 студентам.
До організації долучалися все нові організації, зокрема «Молоді комуністи-революціонери», «Національний союз студентів Франції», який закликав усіх студентів і ліцеїстів до безстрокового страйку.
6 травня 20 тисяч демонстрантів чітко вимагали звільнення засуджених протестуючих, відкриття університету, відставки ректора Сорбонни та міністра освіти, припинення поліцейського насилля. Населення підтримало їх, вітало оплесками. Але в Латинському кварталі колону раптово атакували 6 тисяч поліцейських. Почали з'являтися барикади, студенти розколупали бруківку і розібрали огорожу сусідньої церкви. Молодь все прибувала й прибувала, лише о 2 ночі поліцейські розігнали розгнівану молодь. Вже було поранено 600 осіб, 421 заарештували.
Незважаючи на те, що ступінь організованості студентів був незначним, часто їх вимоги були протилежними одна до іншої, але протест підтримали всі вищі навчальні заклади Парижа. На вулиці Парижа вийшли 50 тисяч студентів, були висунуті вимоги вивести поліції з території Сорбонни, демократизувати вищу школу. Демонстрації підтримки пройшли також у Бордо, Руані, Тулузі, Страсбурзі, Ґреноблі і Діжоні. Про свою підтримку оголосили профспілки викладачів, Влада ж у свою чергу оголосила про відрахування з Сорбонни всіх страйкарів, а увечері поліція знову напала у Латинському кварталі.

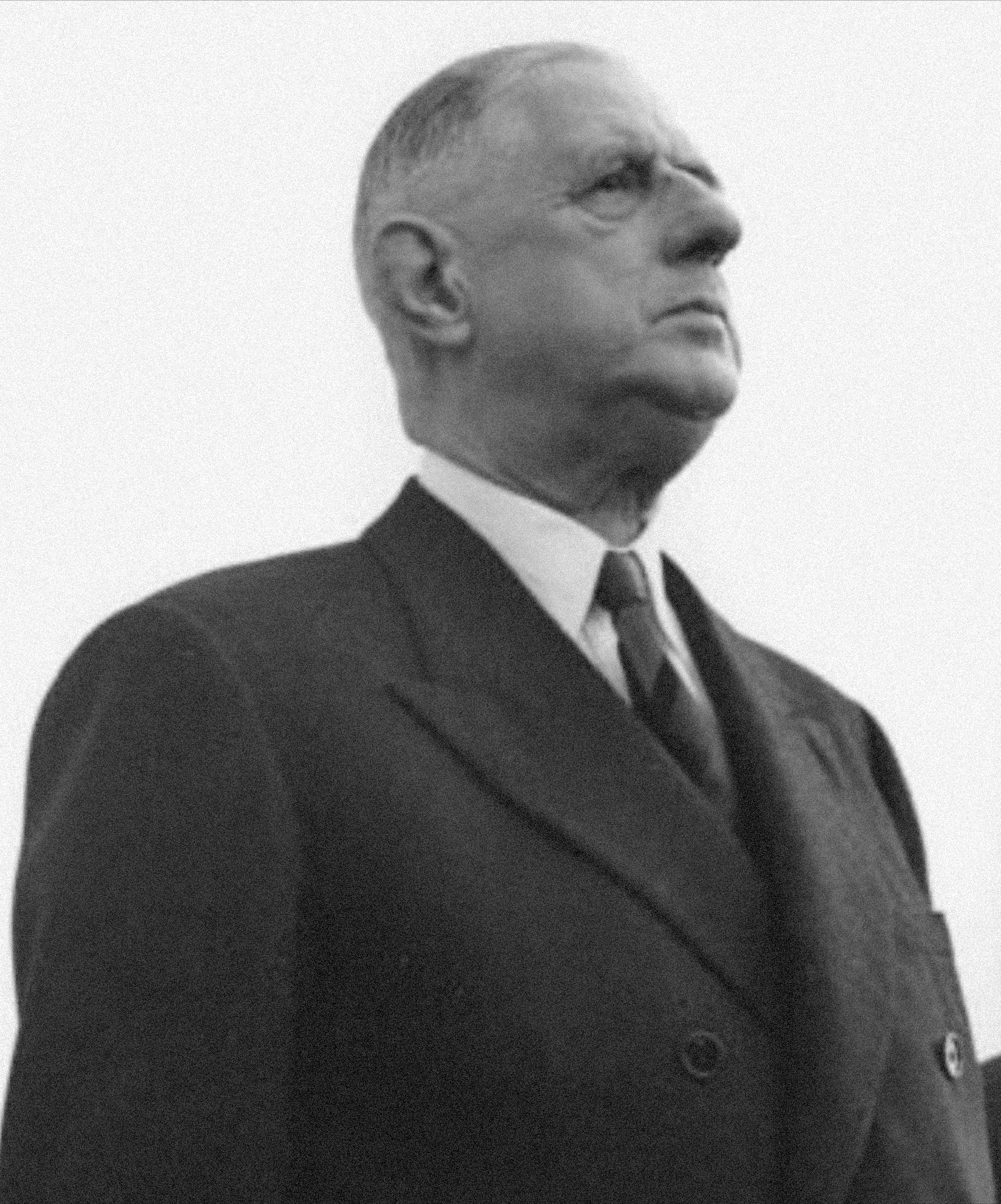
Президент Франції у 1968 році Шарль де Голль

8 травня Шарль де Голль заявив, що не підтримує протести, не поступиться перед насильством. Згодом вилетів до Баден-Бадена, щоб порадитися із військовими. Підтримку протесту виголосили представники французької інтелігенції, зокрема лауреати Нобелівської премії.
В ніч 10 на 11 травня відбулася «Ніч барикад» — барикадні бої між студентами та поліцейськими. Двадцятитисячна студентська демонстрація намагалася пройти на Правий берег, аби дістатися Міністерства юстиції та Управління телебачення, але дорогу їм перегородили поліцейські. Студенти відійшли, але на бульварі Сен-Мішель вони знову наткнулися на правоохоронні органи. Почали з'являтися барикади (близько 60).
11 травня опозиційні партії вимагали скликання Національного Віче, а Жорж Помпіду (тодішній прем'єр-міністр) пообіцяв відкрити Сорбонну 13 травня, переглянути справи засуджених студентів та відмінити локаут. Але спинити хвилю протестів, яка вже набрала достатньо сили, йому не вдалося…

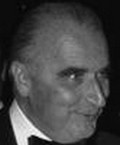
Жорж Помпіду, прем'єр міністр Франції у 1968 році, наступний президент

13 травня відбувся 24-годинний страйк, у якому брали участь близько 10 мільйонів робітників, що становило на той час близько дві третини усієї робочої сили. Грандіозна восьмистатисячна демонстрація відбулася в Парижі, після якої студентство захопило Сорбонну. В Ліоні на вулиці вийшло 60 тисяч, в Марселі — 50, також студентами було захоплено Стазбурзький університет.
З 14 травня захоплення робітниками підприємств стало звичною справою, там, де підприємства не захоплювали, їхні робітники просто оголошували страйк.
15 травня студенти захопили театр «Одеон» і перетворили його на відкритий дискусійний клуб.
Станом на 17 травня вже було захоплено біля п'ятдесяти великих підприємств.
18 травня в країну повернувся де Голль.
Станом на 20 травня постійно страйкувало вже понад 10 мільйонів робітників, на заводах виникали автономні угрупування.
21 та 22 травня на Національних Зборах обговорювалося питання про недовіру Уряду, але для оголошення недовіри не вистачило 1 голосу.
Також 22 травня влада вирішує вислати з Франції Кон-Бендіта. але у відповідь студенти влаштовують в ніч з 23 на 24 травня в Латинському кварталі «ніч гніву», повторно провівши барикадні бої. Зайнялась Паризька біржа.
24 травня де Голль виступає із зверненням провести референдум про залучення робітників до управління підприємствами (пізніше він відмовиться від цієї обіцянки).
25 травня в Міністерстві соціальної політики почались тристоронні перемовини між урядом, профспілками і Національною радою французьких підприємців, де був створений Гренельський протокол, але Загальна конфедерація праці (ЗКП) не задовольнилась поступками уряду і підприємців і закликала продовжити страйк. Соціалісти і ліві не сприйняли його, зібрали на стадіоні Шарлеті мітинг, де засуджують Французьку комуністичну партію (ФКП), профспілки де Голля, вимагають створення Тимчасового уряду.
27 травня уряд, профспілки та підприємці таки підписали Гренельський протокол, в якому йшлося про підвищення гарантованої мінімальної зарплати майже на 35% в промисловості та на 56% в сільському господарстві, про загальне підвищення рівня зарплати на 13%, про скасування зональних відмінностей в зарплаті, підвищення пенсій, поступове скорочення робочого тижня до 40 годин без зменшення зарплати, про вживання заходів з ліквідації безробіття та поширенню професійної освіти, а також про створення законопроєкту щодо гарантій прав профспілок на підприємствах. Дні страйку мають бути оплачені в розмірі 50%.
29 травня несподівано зник Шарль де Голль. Згодом стало відомо, що він таємно літав в Баден-Баден, де було розташовано штаб французького військового контингенту в ФРН, і радився з військовими. Згодом він провів аналогічну нараду і в Страсбурзі. Правда, що відповіли де Голю генерали — досі нікому не відомо. Лідери страйкарів закликали захопити владу, яка «лежить на вулиці».
30 травня президент виступив з жорсткою промовою, оголосив про проведення дострокових парламентських виборів, розпуск Національної Асамблеї. Згодом відбувся п'ятсоттисячний мітинг на Єлисейських полях на підтримку де Голля. Далі влада поступово стабілізувала ситуацію в країні (було відновлено роботу підприємств, звільнено театр «Одеон»).
Профспілки продовжували вести переговори далі, було досягнуто нових економічних поступок. Відбулася демократизація вищої освіти («Закон про вищу освіту»), було ухвалено «Закон про орієнтацію», який координував дії вищої школи безпосередньо із потребами економіки і таким чином понижував ризик безробіття для випускників).
Але багато студентів і робітників продовжували протестувати. Студенти намагалися налагодити зв'язок з захопленими підприємствами. Але поліція почала силою звільняти заводи. Одного дня 17-річний ліцеїст-маоїст Жіль Тотен втопився у Сені, тікаючи від поліцейських. 11 червня під час сутичок робітників і поліції загинуло двоє страйкарів, бо один полісмен вистрілив у натовп.
З 12 червня влада почала агресивнішу політику, заборонила основні ліві організації, вислала Кон-Бендіта до ФРН. Вже 14 червня було звільнено театр «Одеон», 16 — червня.
Поступово робітники повернулись на свої робочі місця, 23 та 30 червня відбулися вибори до парламенту, завдяки яким партія де Голля стала навіть сильнішою, ніж до протестів.

## Вимоги
Вимоги, що висувалися у Парижі під час «Травня 68», були вкрай неоднозначними та іноді й протилежними за своєю суттю. Вони стосувалися переважно дій поліції, закриття університетів, соціальних змін (популярною була формула 40-60-1000: 40 годин роботи в тиждень, пенсійний вік 60 років, мінімальною зарплатою зробити 1000 франків). Зокрема, висувалися такі:
- надати жінкам більше прав;
- встановити сексуальну свободу;
- знищити сучасне споживацьке та технічне суспільство;
- звільнити де Голля;
- змінити трудове законодавство;
- здійснити пенсійні реформи;
- демократизувати вищу освіту;
- надати дозвіл студентам на самоврядування;
- припинити війну у В'єтнамі.

Було ще багато вимог, що стосувалися змін в суспільстві, які мали комуністичний, анархістський характер. На ці всі вимоги вказують гасла, якими були заліплені вся Сорбонна, весь «Одеон» і половина Латинського кварталу:
- Заборонено забороняти! — найпопулярніше;
- Геть суспільство споживання!
- Геть соціалістичний реалізм. Хай живе сюрреалізм!
- Ми не хочемо жити у світі, в якому впевненість, що ти не помреш від голоду, міняється на небезпеку померти від суму!
- Право на життя не клянчать, його беруть!
- Ми хочемо, щоб структури були на службі у людини, а не людина на службі у структур!
- Будь ласка, залишіть Комуністичну партію такою ж чистою, якою б ви хотіли, щоб вона була, коли в неї вступали
- «Бій — це батько всіх речей» (Геракліт).
- Золотий вік — це коли золото не панувало.
- Схильність студента з усього робити політичну акцію свідчить про відсутність у нього потенції. — Люті дівчата;
- Свобода — це усвідомлення необхідності!
- «Треба носити у собі хаос, щоб принести у світ танцюючу зорю» (Ніцше);
- Навіть якщо Бог існував, його треба було скасувати!
- Найпрекрасніша скульптура — бруківка в морду мента!
- Коли палець вказує на місяць, дурень дивиться на палець! — китайська приказка;
- СЕКС — це добре, сказав Мао, але не занадто часто!
- Уся влада зловживає. Абсолютна влада зловживає абсолютно![11]

## Після «травня»
Для студентства як для ідеолога, зачинателя й підбурювача «Травня 68» був політичною поразкою переважно через те, що все розпочалося спонтанно, не було достатньої організованості. Влада у Франції мала значний авторитет, тому після того, як вона пішла на поступки, більшість робітників усе ж вгамувалося, студенти втратили підтримку. Але у Франції загалом після «травня», який почали називати переломним моментом, відбулися глибокі зміни в суспільстві, консервативні моральні ідеали (релігія, патріотизм, повага до влади) зсунулися до більш ліберальних (сексуальна революція). Була запроваджена нова методика виховання дітей, адже у 1968 році класична метода виховання з її системою оцінок була розкритикована. Дітям надавалася повна свобода, для них не було встановлено ніякий правил та обмежень. Поступово змінилося місце жінки в суспільстві. Відбулася тимчасова ліквідація психологічного провалля між студентами та робітничим класом. Студенти отримали дозвіл на політичну діяльність та самоврядування на території університетів і студентських містечок, зросла участь студентів у самоуправлінні, і загалом відбулося підвищення соціального статусу студента. Була розпущена Національна Асамблея та проведені дострокові парламентські вибори, на яких партія де Голля одержала 79% місць. Відбулося розворушення політичної системи, підірвався імідж де Голля, 1969 року він провів конституційний референдум і після відхилення запропонованих ним змін подав у відставку. Через півтора року 9 листопада 1970 помирає від розриву аорти.
Усі ці зміни не відбулися за один день чи за травень, чи за 1968 рік. Але термін «Травень 68» також використовується для посилання на цей загальний зсув у принципах, особливо на більш ідеалістичні аспекти.
Ці події мали великий суспільний вплив, демонструючи ще раз, що може зробити студент. Згадки про «Травень 68» часто трапляються в мистецтві, більше в кінематографі та літературі.